# Flaauwe Werk
Het Flaauwe Werk is een zeedijk bij Ouddorp op Goeree-Overflakkee, in de Nederlandse provincie Zuid-Holland. De dijk, met een lengte van 2,75 kilometer, is gelegen in dijkring 25 van Goeree-Overflakkee, tussen strandpaal 10,5 en 13,25. Voor het Flaauwe Werk liggen 9 standhoofden. De naam is te danken aan het steeds flauwer maken van de glooiing in de loop der jaren

## Geschiedenis
Al in de 18e eeuw vormde de zeewering langs de noordkust van Goeree een bron van zorg. De sterke stroming voor dit deel van de Noordzeekust zorgde in 1715 voor het verdwijnen van een gedeelte van de bestaande dijk. Decennialang vormden de kosten voor herstel en onderhoud een bron van discussie tussen de Staten van Holland en de ingelanden.
Nadat gebleken was dat de aanleg van rijzen dammen voor het Flaauwe Werk onvoldoende effect sorteerde, werd de strategie in 1756 gewijzigd. Men besloot de helling van de voor de dijk gevormde duintjes te verflauwen. Dit had wel resultaat. In 1812 was de hoogte van de dijk NAP +5.8 meter.
In de eerste decennia van de 19e eeuw raakt de dijk geheel ondergestoven, maar in 1835 komt het dijklichaam weer bloot te liggen. Daarna worden extra strandhoofden aangelegd. Tijdens de Watersnood van 1953 was de situatie bij het Flaauwe Werk zeer kritiek. De aanwezige zeewering wordt grotendeels weggeslagen. Landinwaarts wordt een nieuwe asfaltdijk gelegd, waarbij ook het aanwezige zeemanskerkhof uit 1823 en een aantal woningen verdwijnen. Voor de versterking van de Zeedijk wordt het hoogste duin van Goeree-Overflakkee, de verderop gelegen Blanke Blienkerd afgegraven.

## Scheepvaartmarkering
Tot 1715 stond bij het Flaauwe Werk, aan het eind van de Westerweg een vuurtoren, de Houten Kaap. In dat jaar stort de vuurtoren in. In 1742 wordt op dezelfde plaats een Stenen Baak gebouwd. Blijkens een tekening uit de Franse Tijd was het een fors bouwwerk, opgetrokken uit rode baksteen. De doorsnede van de voet was 10 meter, dus zal de baak zo'n 30 meter hoog geweest zijn. Via een ladderstelsel kon men via zes verdiepingen de top bereiken. Boven op de baak stond een metalen windvaan, die een zeilschip voorstelde. In 1842 wordt op deze baak een stilstaand lenticulair (lensvormig) lamplicht aangebracht, dat op vier uren afstands zigtbaar was. In 1862 vervangt een in rode en witte banen geschilderde IJzeren Kaap de Stenen Baak. Deze baak wordt in 1911 vervangen door de eerste Vuurtoren Westhoofd, waarna ook het licht op de Toren van Goedereede verdwijnt.
Op 18 december 1881 strand het Zweedse schip Tripolia bij de IJzeren Kaap. Van de 11 bemanningsleden komen er vijf om het leven. Op 21 november 1888 strandt de Russische bark Atalanta op het Noorderstrand. Van de 14 bemanningsleden komen er zes om het leven.

## Huidige situatie
De kruin van de zeedijk lag in het begin van de 21e eeuw op NAP + 9.7 meter. Het buitentalud en de kruin waren voorzien van een deklaag van asfalt. Over de dijk was een fietspad aangelegd.
In de Wet op de Waterkering is vastgesteld dat de zeedijk moet voldoen aan de veiligheidsnorm van 1/4000 per jaar. Het Flaauwe Werk voldeed niet aan de veiligheidseisen. Besloten is tot een structurele verbetering en in 2007/2008 is de bestaande dijk door het wegenbouwbedrijf Ooms Construction over een afstand van 1.5 kilometer 3 meter hoger en landinwaarts 30 meter breder gemaakt. Tevens zijn nieuwe fiets- en wandelpaden aangelegd. De asfaltdijk is niet meer zichtbaar doordat de dijk is overdekt met zand en een geheel vormt met de duinen eromheen.